# تمرکز مالکیت زمین
تمرکز مالکیت زمین (به انگلیسی: Concentration of land ownership) به مالکیت زمین در یک منطقه خاص توسط تعداد کمی از افراد یا سازمان‌ها اشاره دارد.  گاهی به عنوان غلظت اضافی فراتر از آن که کاربری بهینه زمین را تولید می‌کند، تعریف می‌شود. 